# ジコロニレン
ジコロニレン（英語: Dicoronylene）とは、多環芳香族炭化水素の一種である。IUPAC名はbenzo[10,11]phenanthro[2',3',4',5',6':4,5,6,7]chryseno[1,2,3-bc]coronene。15の環を持つ常温で赤レンガ色の固体。化学式はC48H20。0.001 トル、250 ℃から300 ℃の条件下で昇華する。